# Malvaviscus
Malvaviscus es un género de arbustos perteneciente a la familia Malvaceae, nativa de las regiones tropicales de América desde Florida, Texas y México al sur Perú y Brasil. Las flores se asemejan al género Hibiscus, excepto que los pétalos estén en espiral y a menudo solo hay un pequeño camino tubular de flor, la polinización la hacen colibrís.

## Descripción
Son arbustos o a veces arbolitos erectos o escandentes, pubescentes o glabros. Hojas elípticas, ovadas o algo 3-lobadas, truncadas o cordadas o a veces cuneadas. Flores solitarias en las axilas, a veces agregadas apicalmente en grupos cimosos; bractéolas del calículo lineares, lanceoladas o espatuladas, generalmente 8–9; cáliz gamosépalo, 5-lobado; pétalos auriculados en la base, formando una corola tubular, rojos, raramente blancos; androceo exerto, las anteras subsésiles, los filamentos pequeños y algo retrorsos; estilos 10, con estigmas capitados, un poco exertos de la columna estaminal. Frutos esquizocarpos carnosos o una baya, 5-carpelares, pericarpo suculento cuando fresco, generalmente rojos; semilla 1 por carpelo.

## Taxonomía
El género fue descrito por Philipp Conrad Fabricius y publicado en Enumeratio Methodica Plantarum 155. 1759. La especie tipo es: Malvaviscus arboreus Cav. 

## Especies
- Malvaviscus achanioides (Turcz.) Fryxell
- Malvaviscus arboreus Cav.[2]
- Malvaviscus concinnus Medik.
- Malvaviscus conzattii Greenm.
- Malvaviscus drummondii Torr. et Gray. - malvavisco de Cuba[3]
- Malvaviscus palmanus Pittier & Donn.Sm.[4] (Costa Rica)
- Malvaviscus penduliflorus DC. (=M. arboreus var. penduliflorus (DC.) Schery)
- Malvaviscus williamsii Ulbr.[5][6]